# Communauté de communes de l'Île Napoléon
La communauté de communes de l'Île Napoléon (CCIN) fut l'une des 4 structures intercommunales de la région mulhousienne, située en France dans le département du Haut-Rhin et la région Alsace.

## Histoire
À l'origine il s'agissait d'une intercommunalité de type SIVOM nommée district du Quatelbach devenue le 23 décembre 1999 la « communauté de communes de l'Île Napoléon ». Elle était composée à l'origine des communes de Baldersheim, Battenheim et Sausheim. Habsheim et Rixheim ont rejoint la structure en 1998, suivies par Dietwiller en 2002.
Par arrêté préfectoral du 16 décembre 2009, la Communauté d'agglomération Mulhouse Sud-Alsace a fusionné avec la Communauté de communes de l'Ile Napoléon et la Communauté de communes des Collines, avec rattachement des communes d'Illzach, Galfingue, Pfastatt et Heimsbrunn pour donner naissance à la Mulhouse Alsace Agglomération (M2A).
Le 1er janvier 2010, un syndicat intercommunal est formé par ces mêmes communes afin de coordonner certaines compétences habituellement attribuées aux communes (voirie, groupe scolaire de l'île Napoléon, etc.).

## Composition
La communauté de communes regroupait six communes :
- Baldersheim
- Battenheim
- Dietwiller
- Habsheim
- Rixheim
- Sausheim